# Tris(nonylfenyl)fosfiet
Tris(nonylfenyl)fosfiet (TNPP), formeel "Tris(4-nonylfenyl)fosfiet", is een organische fosfietester. Het is een viskeuze vloeistof, zo goed als niet oplosbaar in water.

## Synthese
Het wordt geproduceerd door nonylfenol te reageren met PCl3. Hierbij wordt HCl-gas gevormd.

## Toepassing
Tris(nonylfenyl)fosfiet is een antioxidant die zorgt voor de stabilisatie van verschillende plastics en rubbers, vooral pvc-film, rubber en polyethyleen.

## Werking
De werking berust op de reductie van hydroperoxides tot alcoholen. Hydroperoxiden worden gevormd tijdens de oxidatie van het plastic of rubber. Deze hydroperoxiden, met algemene formule R'-O-OH zijn onstabiel en kunnen splitsen in een alkoxyradicaal R'-O* en een hydroxylradicaal OH*. Die radicalen zijn reactieve verbindingen die het oxidatieproces verder kunnen zetten. Het fosfiet reduceert een hydroperoxide tot een stabieler alcohol R'-OH. Het wordt daarbij zelf omgezet in een fosfaat:
{\displaystyle {\ce {(RO3)P + R'-O-OH -> (RO3)P=O + R'-OH}}}
Tris(nonylfenyl)fosfiet en andere trivalente fosforverbindingen zijn secundaire antioxidanten, die de vorming van vrije radicalen afremmen. Ze worden meestal toegepast in combinatie met een primaire antioxidant, dit is typisch een sterisch gehinderde fenolverbinding. Primaire antioxidanten vangen aanwezige vrije radicalen af. Door beide types te combineren kan men een synergistisch effect bekomen.
Een nadeel van tris(nonylfenyl)fosfiet is dat het onderhevig is aan hydrolyse door reactie met water. Dit kan men tegengaan door er een kleine hoeveelheid van een amine, bijvoorbeeld tri-ethanolamine aan toe te voegen. Maar organische fosfieten op basis van een sterisch gehinderd fenol zijn beter bestand tegen hydrolyse. Een dergelijk alternatief is tris(2,4-di-tert-butylfenyl)fosfiet.